# لرد هیل (تگزاس)
لرد هیل (به انگلیسی: Laird Hill) یک منطقهٔ مسکونی در ایالات متحده آمریکا است که در شهرستان راسک، تگزاس واقع شده‌است.